# Yana Daniëls
Yana Daniëls  (8 mei 1992) is een Belgisch voetbalster die bij voorkeur speelt als aanvaller. Ze speelt vanaf seizoen 2017-18 voor het Engelse Bristol City. Yana behaalde in 2017 met onderscheiding haar bachelor in de Agro- en Biotechnologie, afstudeeroptie Dierenzorg, aan de Odisee hogeschool te Sint-Niklaas.

## Spelerscarrière
| seizoen | club           | land      | klasse            | wedst | goals | Kampioen            | Beker         |
| ------- | -------------- | --------- | ----------------- | ----- | ----- | ------------------- | ------------- |
| 1999/06 | FC Goalgetters | België    | Derde provinciaal |       |       |                     |               |
| 2006/08 | KSK Maldegem   | België    | Derde Klasse      |       |       |                     |               |
| 2008/10 | OHL            | België    | Eerste Klasse     | 46    | 17    |                     |               |
| 2010/11 | STVV           | België    | Eerste Klasse     | 12    | 4     | Kampioen            |               |
| 2011/12 | OHL            | België    | Eerste Klasse     | 22    | 8     |                     |               |
| 2012/14 | K. Lierse SK   | België    | Eerste Klasse     | 42    | 11    |                     |               |
| 2014/15 | FC Twente      | Nederland | BeNe League       | 23    | 7     | Kampioen Eredividie | Beker winnaar |
| 2016/17 | RSC Anderlecht | België    | Super League      | 7     | 3     |                     |               |
|         |                |           | Totaal            |       |       |                     |               |